# 龙华区 (上海市)
龙华区是中國上海市歷史上的一個行政區劃，西至松江縣，南至上海縣，東至黃浦江。目前是徐匯區的一部分。

## 歷史
龙华区原本是上海縣漕河泾乡的一部分。1930年，上海縣的漕河泾乡改成上海特別市漕河泾区，区治所位於漕河泾镇。日本佔領上海期間，漕河泾区劃入滬西區。中國抗日战争結束后，南京國民政府恢復漕河泾区，並把漕河泾区更名為26区。1947年4月改稱龙华区。1950年6月，因龙华区面积过大，虹桥镇在蒲汇塘以南部分划入新泾区，设虹桥乡和新泾乡。1956年3月，龙华区与新泾、真如两区合并为西郊区。